# Lac Flora
Pour les articles homonymes, voir Flora.
Le lac Flora (en anglais : Flora Lake) est un lac américain dans le comté de Tuolumne, en Californie. Il est situé à 2 109 mètres d'altitude au sein de la Yosemite Wilderness, dans le parc national de Yosemite.